# Chen Yibing
Chen Yibing, em chinês simplificado: 陈一冰, (Tianjin, 19 de dezembro de 1984) é um ginasta chinês, que compete em provas da ginástica artística.
Chen é o atual bicampeão das argolas e bicampeão por equipes do Campeonato Mundial de Ginástica Artística. Além de campeão dos Jogos Asiáticos de 2006, realizado em Doha. Em 2008, foi o campeão olímpico por equipes e das argolas, seu principal aparelho de competição .

## Carreira
Yibing Chen começou na ginástica aos cinco anos, em 1989. Sua entrada na categoria nacional deu-se em 2001, aos dezessete anos. No entanto, só aos 21 o atleta começara a defender a equipe sênior principal nacional. Apesar de iniciar-se em grandes competições quatro mais tarde, só em 2006, o ginasta atingiu grandes resultados internacionais.
Sua primeira grande competição na carreira foi o Campeonato Mundial de Melbourne, em 2005, na Austrália. Nesta edição, não houve a competição por equipes e na final individual por aparelhos, Chen terminou na oitava colocação das argolas.
No ano seguinte, Yibing participara de algumas etapas da Copa do Mundo, nas quais oscilou entre a primeira e a terceira colocações: Enquanto foi ouro na final realizada em São Paulo, fora bronze na etapa de Cottbus, prata na etapa de Moscou e ouro novamente em Shangai . Ainda em 2006, Chen participou do Campeonato Mundial de Aarhus, no qual conquistou o ouro por equipes e o ouro nas argolas. E dos Jogos Asiáticos, em Doha, onde conquistou a medalha de ouro por equipes.
Em 2007, no Campeonato Mundial de Stuttgart, apesar de uma lesão no pescoço, causada por uma queda durante os treinamentos para a final por equipes, Yibing recuperou-se a tempo de conquistar seu bicampeonato nas argolas, superando seu principal adversário, o holandês Yuri van Gelder, e seu bicampeonato por equipes.
No ano seguinte, em sua primeira participação olímpica, Chen conquistou duas medalhas de ouro – por equipes e nas argolas, onde superou seu compatriota e campeão olímpico do concurso geral, Yang Wei.
Suas conquistas nos últimos três anos lhe renderam o apelido que já pertencera ao italiano Yuri Chechi e ao búlgaro Jordan Jovtchev: Senhor das argolas.
Yibing é hoje um estudante na Universidade de Pequim.

## Principais resultados
| Ano  | Evento                                    | AA | Equipe          | Solo | Cavalo com alças | Argolas           | Salto sobre o cavalo | Barras paralelas | Barra fixa |
| ---- | ----------------------------------------- | -- | --------------- | ---- | ---------------- | ----------------- | -------------------- | ---------------- | ---------- |
| 2005 | Campeonato Mundial de Ginástica Artística |    |                 |      |                  | 8º                |                      |                  |            |
| 2006 | Jogos Asiáticos                           | 4º | Medalha de ouro |      |                  | Medalha de ouro   |                      |                  |            |
| 2006 | Campeonato Mundial de Ginástica Artística |    | Medalha de ouro |      |                  | Medalha de ouro   |                      |                  |            |
| 2006 | Copa do Mundo – São Paulo                 |    |                 |      |                  | Medalha de ouro   |                      |                  |            |
| 2006 | Copa do Mundo – Moscou                    |    |                 |      |                  | Medalha de prata  |                      |                  |            |
| 2006 | Copa do Mundo – Cottbus                   |    |                 |      |                  | Medalha de bronze |                      |                  |            |
| 2006 | Copa do Mundo – Shangai                   |    |                 |      |                  | Medalha de ouro   |                      |                  |            |
| 2007 | Campeonato Mundial de Ginástica Artística |    | Medalha de ouro |      |                  | Medalha de ouro   |                      |                  |            |
| 2008 | Copa do Mundo – Tianjin                   |    |                 |      |                  | Medalha de ouro   |                      |                  |            |
| 2008 | Copa do Mundo – Shangai                   |    |                 |      |                  | Medalha de ouro   |                      |                  |            |
| 2008 | Jogos Olímpicos                           |    | Medalha de ouro |      |                  | Medalha de ouro   |                      |                  |            |
| 2010 | Campeonato Mundial de Ginástica Artística |    | Medalha de ouro |      |                  | Medalha de ouro   |                      |                  |            |
| 2010 | Jogos Asiáticos                           |    | Medalha de ouro |      |                  | Medalha de ouro   |                      |                  |            |
| 2011 | Campeonato Mundial de Ginástica Artística |    | Medalha de ouro |      |                  | Medalha de ouro   |                      |                  |            |